# Algot Persson
Algot Mauritz Erik Persson, född 19 februari 1884 i Malmö, död 16 mars 1947 i Stockholm, var en svensk skådespelare.
Han är gravsatt på Norra begravningsplatsen utanför Stockholm.

## Filmografi (urval)
- 1910 – Värmländingarna
- 1911 – Rannsakningsdomaren
- 1923 – Andersson, Pettersson och Lundström
- 1933 – Pettersson & Bendel
- 1934 – Uppsagd
- 1935 – Valborgsmässoafton
- 1935 – Äktenskapsleken
- 1937 – O, en så'n natt!
- 1940 – Karusellen går
- 1940 – En sjöman till häst
- 1941 – Göranssons pojke
- 1942 – Sexlingar
- 1942 – Olycksfågeln nr 13
- 1943 – Kvinnor i fångenskap

## Teater

### Roller
| År   | Roll                         | Produktion                                                                          | Regi            | Teater             |
| ---- | ---------------------------- | ----------------------------------------------------------------------------------- | --------------- | ------------------ |
| 1908 | Truls, dräng                 | Sten Stensson Stéen från Eslöf John Wigforss                                        | Carl Wallin     | Johan Eklöf-turnén |
| 1924 | Persson, kopparslagarmästare | Högsta vinsten Hjalmar Peters                                                       | Hjalmar Peters  | Folkteatern        |
| 1924 | En sekreterare               | Drottning Helena (Die Königin) Oscar Straus, Ernst Marischka, Bruno Granichstaedten | Naima Wifstrand | Folkteatern        |
| 1932 | Sam Martin                   | Tjuvar och hedersmän (Turn To the Right ) Winchell Smith                            | Oscar Lund      | Folkteatern        |
| 1932 | Ole Reingard, kompositör     | Onsdagsflickan (Peter den store) Paul Sarauw                                        | Albert Ranft    | Folkteatern        |
| 1932 | Vaktmästare                  | Pengar på banken (Tanz der Millionen) Fritz Löhner-Beda                             | Erik Berglund   | Folkteatern        |
| 1932 |                              | Adam och Evorna (Don Juan) Sigurd Hoel och Helge Krog                               | Gösta Ekman     | Folkteatern        |
| 1934 | Dr Alton                     | En hederlig man Sigfrid Siwertz                                                     | Alf Sjöberg     | Dramaten           |

## Radioteater

### Roller
| År   | Roll               | Produktion            | Regi           |
| ---- | ------------------ | --------------------- | -------------- |
| 1940 | Eliasson, vicevärd | 33.333 Algot Sandberg | Carl Barcklind |

### Fotnoter
1. ↑  ”Persson, Algot Mauritz Erik”. SvenskaGravar.se. https://www.svenskagravar.se/search?query=Algot+Mauritz+Erik+Persson+1947&parishId=&cemeteryId=&graveNumber=&birthDate=&deathDate=&burialDate=. Läst 24 maj 2025.
2. ↑  ”Johan Eklöf-turnén”. Trollhättans tidning:  s. 2. 10 november 1908. https://tidningar.kb.se/k3pt91kmh35qn8t7/part/1/page/2. Läst 9 augusti 2025.
3. ↑  ”Sten Stensson Stéen från Eslöf”. Sölvesborgstidningen:  s. 2. 10 december 1908. https://tidningar.kb.se/m5zdnk5z4nl6ctj/part/1/page/2. Läst 9 augusti 2025.
4. ↑  ”Teater och Musik”. Dagens Nyheter:  s. 7. 22 februari 1924. http://arkivet.dn.se/arkivet/tidning/1924-02-22/52/7. Läst 29 augusti 2015.
5. ↑  Ldl (1927). Erik Ljungberger. red. ”Naima Wifstrands rentré”. Scenen: Tidskrift för teater, musik och film 13 (20). https://runeberg.org/scenen/1927/0634.html. Läst 16 mars 2016.
6. ↑  ”Teater Musik Film”. Dagens Nyheter:  s. 7. 16 januari 1932. http://arkivet.dn.se/arkivet/tidning/1932-01-16/14/7. Läst 3 januari 2016.
7. ↑  ”Teater Musik Film”. Dagens Nyheter:  s. 7. 11 februari 1932. http://arkivet.dn.se/arkivet/tidning/1932-02-11/40/7. Läst 3 januari 2016.
8. ↑  ”Teater Musik Film”. Dagens Nyheter:  s. 12. 16 september 1932. http://arkivet.dn.se/arkivet/tidning/1932-09-16/252/12. Läst 16 mars 2016.
9. ↑  ”Teater Musik Film”. Dagens Nyheter:  s. 9. 5 november 1932. http://arkivet.dn.se/arkivet/tidning/1932-11-05/302/9. Läst 4 januari 2016.
10. ↑  ”Radioprogrammet”. Dagens Nyheter:  s. 24. 29 september 1940. http://arkivet.dn.se/arkivet/tidning/1940-09-29/266/24. Läst 29 januari 2016.